# Roland Wawrzyniak

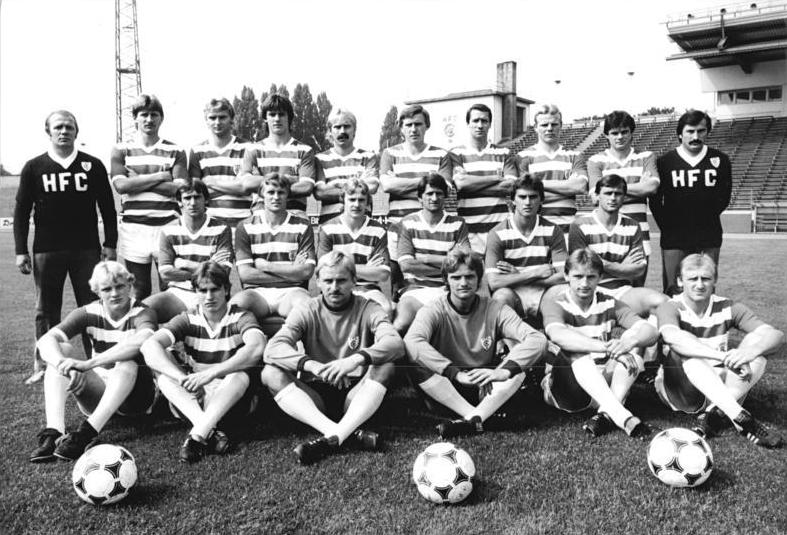
Roland Wawrzyniak (mittlere Reihe, Erster von links) mit HFC Chemie in 1983

Roland Wawrzyniak (* 12. Januar 1952) ist ein ehemaliger deutscher Fußballspieler. In den 1970er und 1980er Jahren spielte er für den Halleschen FC Chemie in der DDR-Oberliga, der höchsten Spielklasse im DDR-Fußball.

## Sportliche Laufbahn
Im Alter von 14 Jahren wurde Roland Wawrzyniak in die Nachwuchsabteilung der Sektion Fußball des SC Chemie Halle aufgenommen. In der Spielzeit 1970/71 bestritt er seine ersten Punktspiele in der zweitklassigen DDR-Liga für die zweite Mannschaft des Halleschen FC Chemie (HFC), der 1966 aus dem SC Chemie ausgegliedert worden war. Zur Saison 1971/72 wurde er in den Kader der Oberligamannschaft aufgenommen und bestritt mit ihr zehn Punktspiele, daneben wurde er weiter in der Mannschaft von HCF II eingesetzt. Im Mai 1972 begann Wawrzyniak einen 18-monatigen Wehrdienst in der Nationalen Volksarmee. Nach dessen Ende kehrte er zum HFC zurück, dessen erste Mannschaft inzwischen in die DDR-Liga abgestiegen war. Mit zehn Punktspielen war Wawrzyniak am sofortigen Wiederaufstieg beteiligt. Während er 1974/75 als Abwehrspieler alle 26 Oberligaspiele bestritten hatte, kam er in der Saison 1975/76 nur in 16 Punktspielen zum Einsatz. Danach blieb Wawrzyniak bis 1980 Stammspieler in der Hallenser Abwehr. Nachdem er in der Spielzeit 1980/81 die gesamte Hinrunde ausgefallen war, konnte er auch später nicht mehr regelmäßig eingesetzt werden. In den vier Spielzeiten zwischen 1980 und 1984 bestritt Wawrzyniak nur 52 der 104 ausgetragenen Oberligaspiele. In seiner letzten Hallenser Saison wurde er noch einmal in 15 Begegnungen der Oberliga eingesetzt. Anschließend beendete er seine Karriere in Halle, wo er für den Halleschen FC Chemie 184 Oberligaspiele und 37 DDR-Liga-Spiele absolviert hatte. Als Defensivakteur waren ihm nur in der Oberliga sechs Tore gelungen. Wawrzyniak setzte seine Fußballerlaufbahn beim DDR-Ligisten Chemie Wolfen fort und bestritt in der Saison 1984/85 weitere 29 DDR-Liga-Spiele. Anschließend stieg Wolfen in die Bezirksliga ab, und der 33-jährige Wawrzyniak kehrte nicht mehr in die DDR-weiten Fußball-Ligen zurück.